# Deutschland (Rammstein-dal)
A Deutschland a német Rammstein együttes dala, ami 2019. március 28-án jelent meg a zenekar előzetesen beharangozott hetedik stúdióalbumának – a Rammsteinnek – első kislemezén. A Rammstein a 2011-es Mein Land című dal óta először jelentkezett új dallal.

## Videóklip
A dalhoz készült videóklipet Specter Berlin rendezte, és 2019. március 28-án, közép-európai idő szerint délután 6 órakor jelent meg a Rammstein hivatalos YouTube-csatornáján, miután két nappal korábban ugyanott egy 35 másodperces klipelőzetes is napvilágot látott. A klipelőzetes már megjelenését követő néhány órában kritikák kereszttüzébe került. A zenekarra jellemző sötét, erőszakkal teli, hátborzongató videóklip Németország történelmének különféle eseményeit vonultatja fel a római birodalom korából, a középkorból, a világháborúk idejéből (pl. holokauszt-jelenetek), a hidegháborús időszakból, illetve világűrben lejátszódó, elképzelt jelenetek is láthatók benne. A videóban a német színésznő, a fekete Ruby Commey jeleníti meg a németek Germánia asszonyát.

## Számok
1. Deutschland – 5:23
2. Deutschland (Richard Z. Kruspe remixe) – 5:45

## Megjelenésének története
| Ország   | Dátum             | Formátum          | Forrás |
| -------- | ----------------- | ----------------- | ------ |
| Többféle | 2019. március 28. | streaming media   |        |
| Többféle | 2019. április 12. | CD                | [ 4 ]  |
| Többféle | 2019. április 30. | hanglemez (vinyl) | [ 5 ]  |

## Fordítás
Ez a szócikk részben vagy egészben  a   Deutschland (song) című angol Wikipédia-szócikk ezen változatának fordításán alapul.  Az eredeti cikk szerkesztőit annak laptörténete sorolja fel. Ez a jelzés csupán a megfogalmazás eredetét és a szerzői jogokat jelzi, nem szolgál a cikkben szereplő információk forrásmegjelöléseként.